# 的里雅斯特海滨长廊
40°40′37″N 14°45′43″E / 40.67690°N 14.76191°E

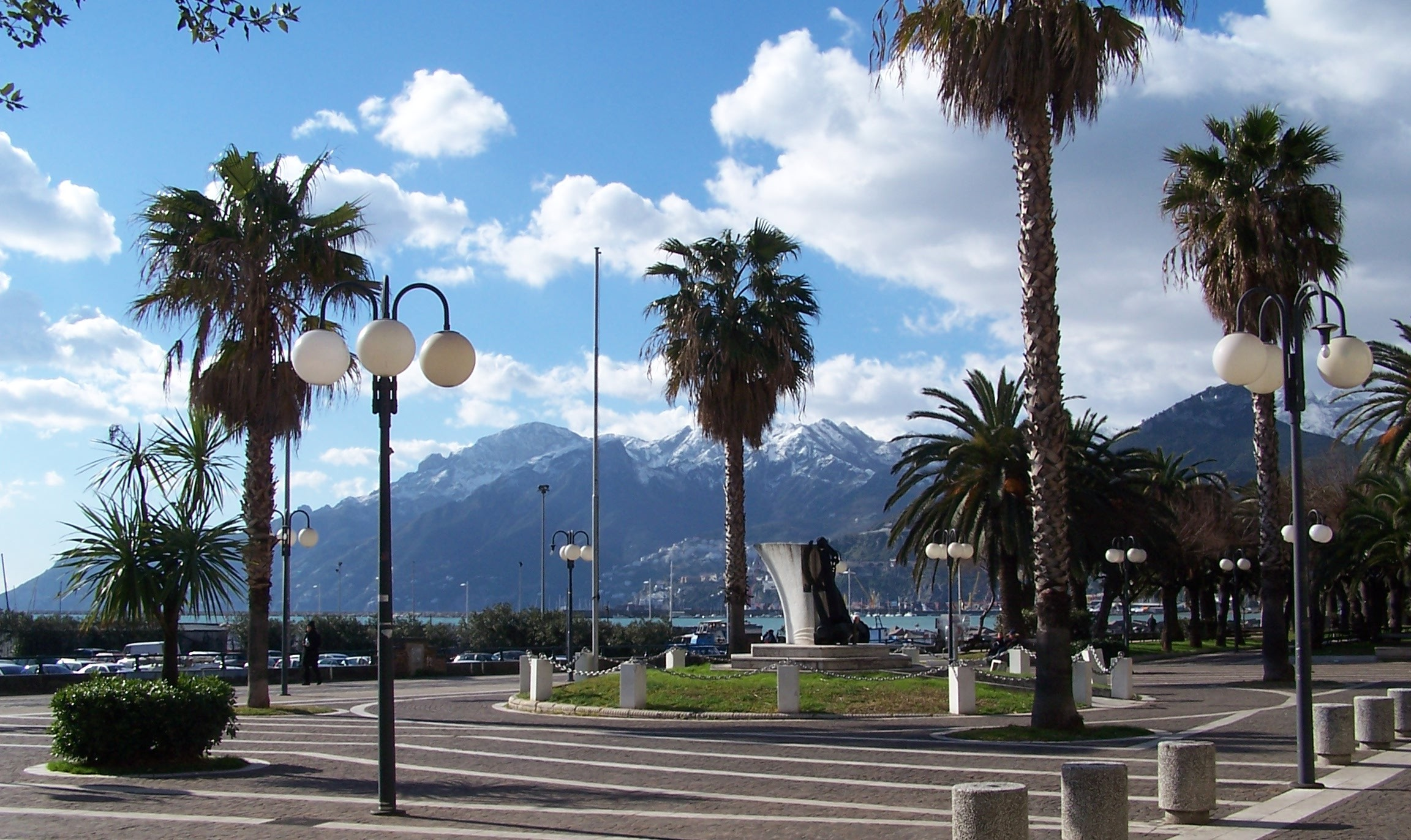

的里雅斯特海滨长廊（Lungomare Trieste）是意大利南部城市萨莱诺市中心一个大型的树木繁茂的花园，濒临第勒尼安海，宽30米，长约1公里。
的里雅斯特海滨长廊开辟于1926年至1933年。在1950年代被称为地中海最美丽的海滨。